# Władysław Podkowiński
Władysław Podkowiński (Varsó, 1866. február 4. – Varsó, 1895. január 5.) lengyel festő és illusztrátor, hazájában az impresszionizmus előfutára. Lengyelország három felosztása idején a Fiatal Lengyelország mozgalomhoz csatlakozott.

## Élete
Varsóban született, 4 évesen elvesztette édesapját. Művészi képzését Wojciech Gerson rajziskolájában kezdte, majd átkerült a Varsói Képzőművészeti Akadémiára, ahol 1880 és 1884 között diákoskodott. Érettségi után számos vezető varsói művészeti folyóiratban jelentek meg a művei. 1885-ben Józef Pankiewiczcsel együtt a Orosz Művészeti Akadémián tanult. Szentpétervárról hazatérve 1886-ban illusztrátori állást kapott a Tygodnik Ilustrowany folyóiratnál, ahol annak egyik leghíresebb művésze lett.
1889 és 1890 között Párizsban, 1890-től korai haláláig Varsóban élt. Ez idő alatt készültek első akvarell- és olajfestményei. Azokra a korai festményekre elsősorban Aleksander Gierymski volt nagy  hatással. A festészetet 1889-es párizsi utazása után fogadta el hivatásává, ahol nagy hatással voltak rá a francia impresszionista festők, köztük elsősorban Claude Monet. Podkowińskit később az impresszionista mozgalom otthoni megismertetéséért is elismerték, de élete vége felé egészségi állapota miatt a szimbolizmus felé hajlott. Nagyon korán, 28 éves korában, tuberkulózisban halt meg Varsóban. A Powązki temetőben temették el (22-3-30. szakasz).
Legismertebb festménye, Az örömök őrülete, amelyet először a Zachętában állítottak ki. A századfordulós botrányok és közfelháborodások hangulata vette körül. 1894-ben egy varsói művészeti kiállításon szerepelt, ahol hevesen kritizálták. A kiállítás mindössze 36 napig tartott, mert Podkowinski a 37. napon kést vitt magával, és összevágta az alkotását. A festményt halála után restaurálták. A kép Krakkóban a Nemzeti Múzeum 19. századi lengyel művészetek galériájában látható.

## Képgaléria

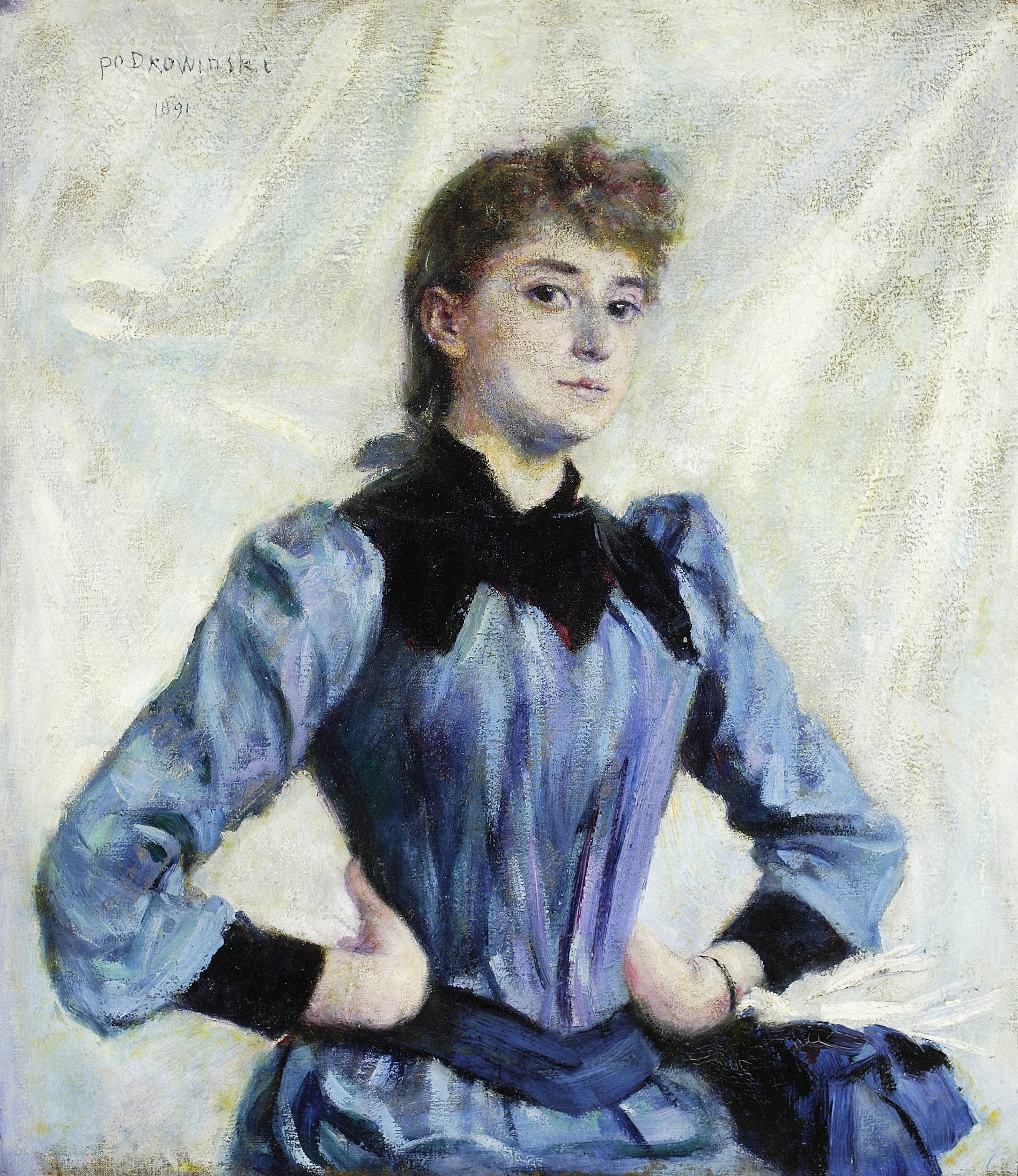
Tanulmány egy szőkéről (1891) Varsói Nemzeti Múzeum
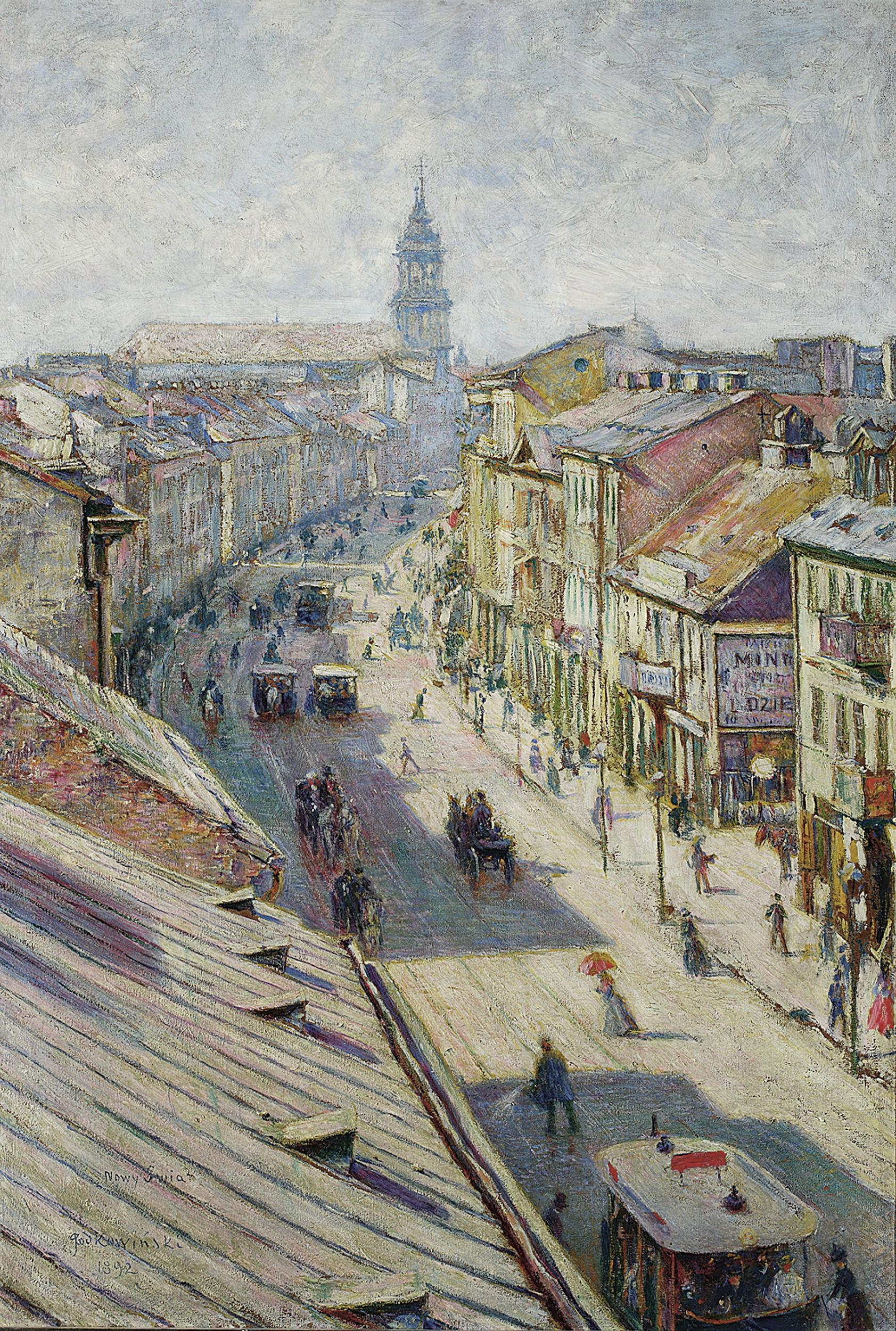
Nowy Świat utca Varsóban egy nyári napon (1892) Varsói Nemzeti Múzeum
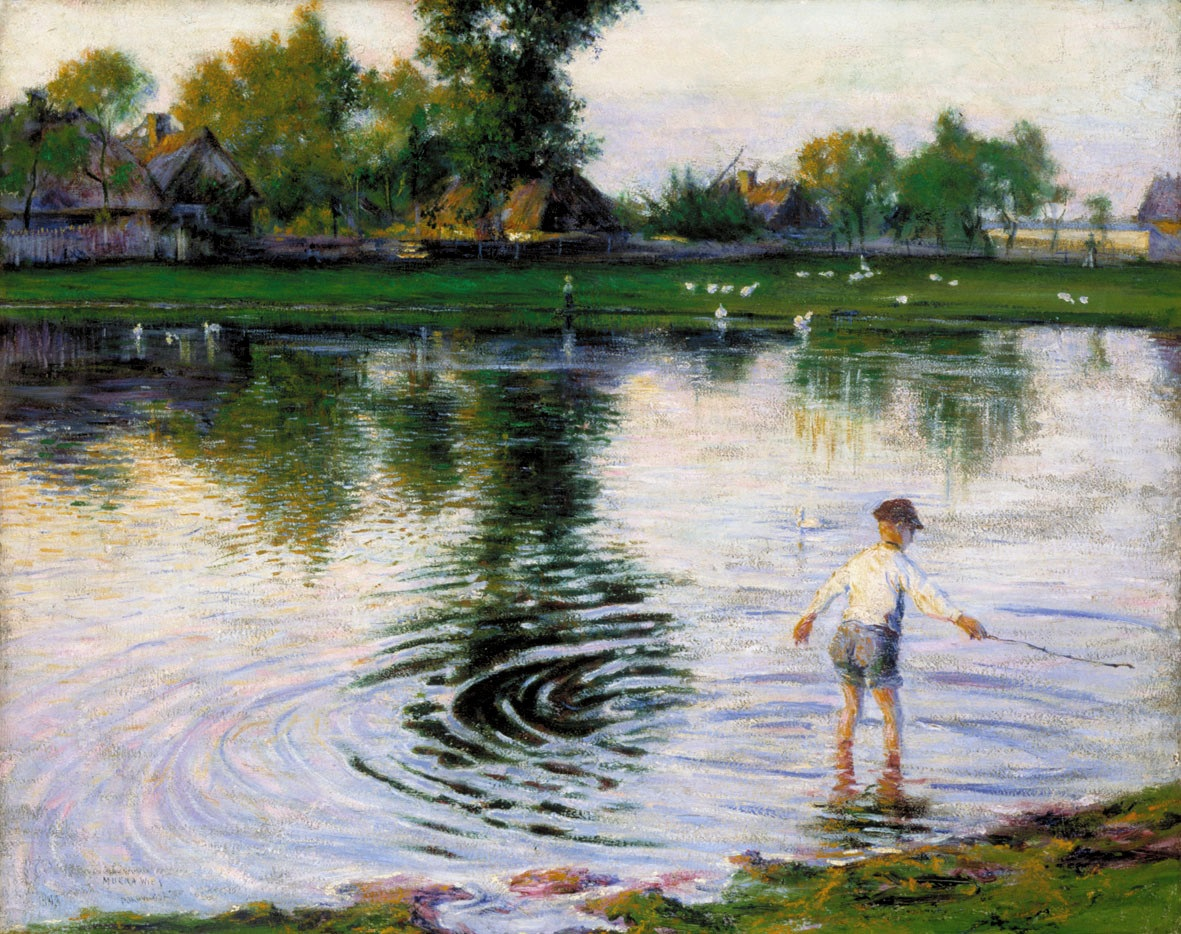
Vízparti falu (1892) Poznańi Nemzeti Múzeum
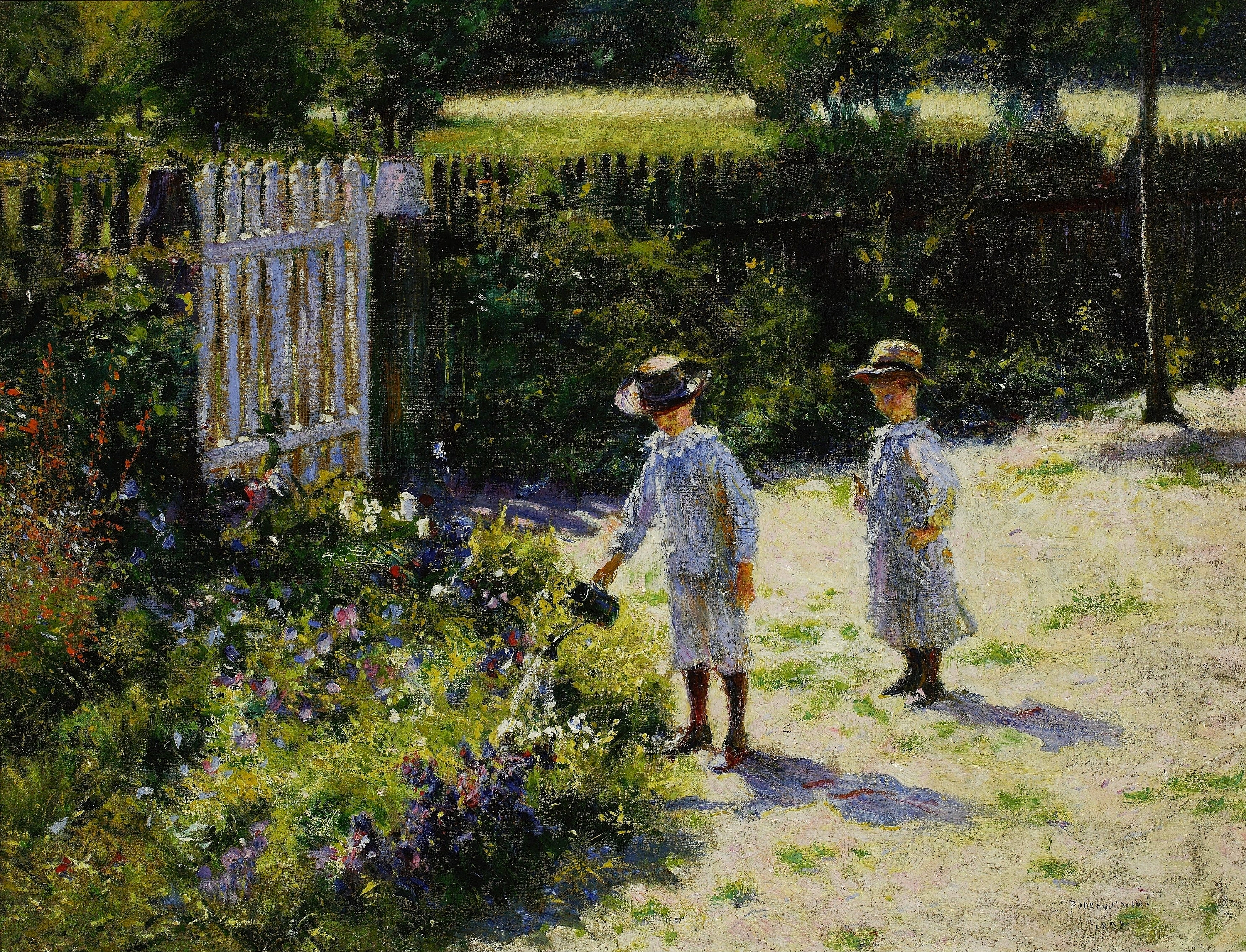
Gyermekek a kertben (1892) Varsói Nemzeti Múzeum
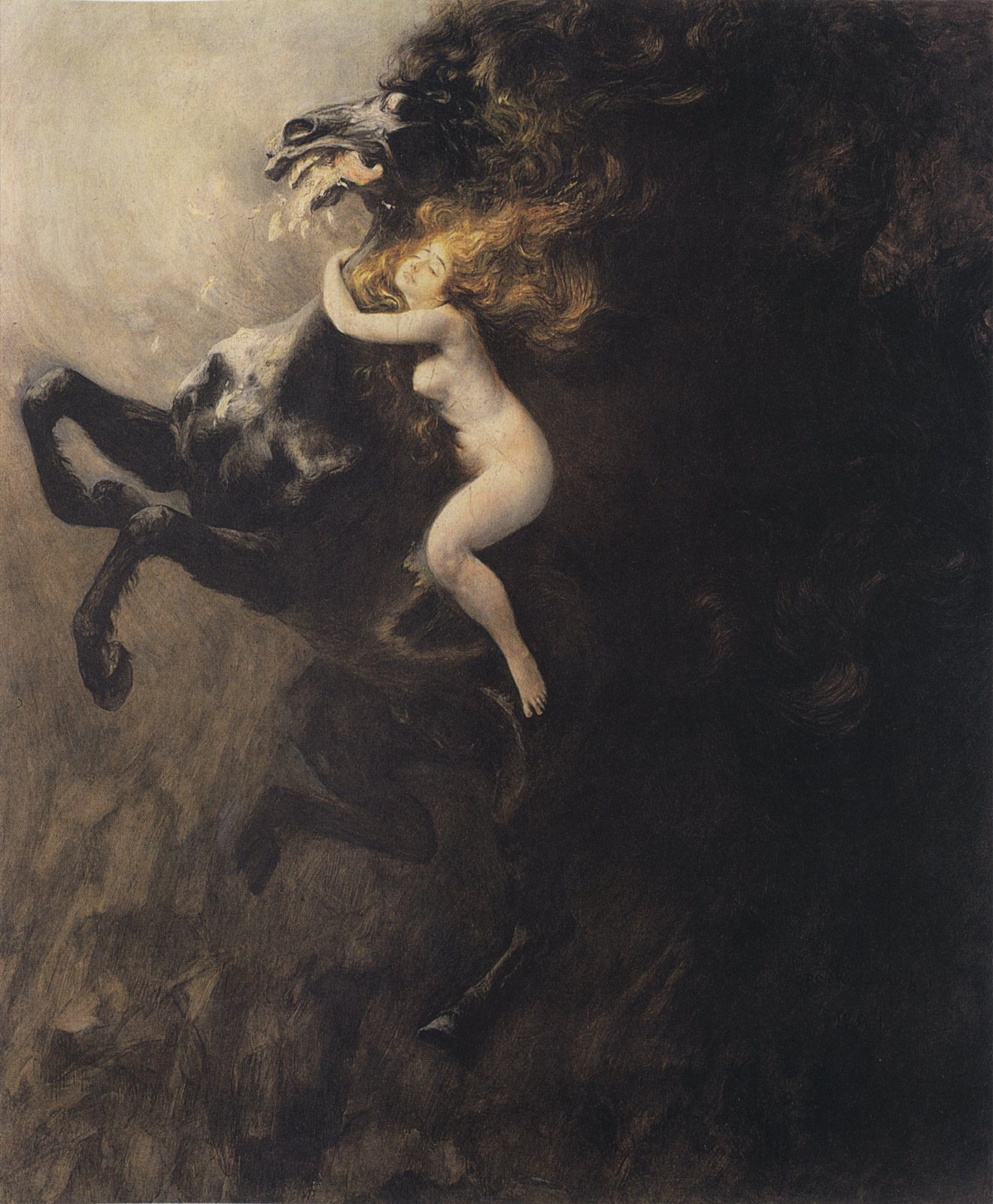
Az ujjongás mámora (1894) Krakkói Nemzeti Múzeum
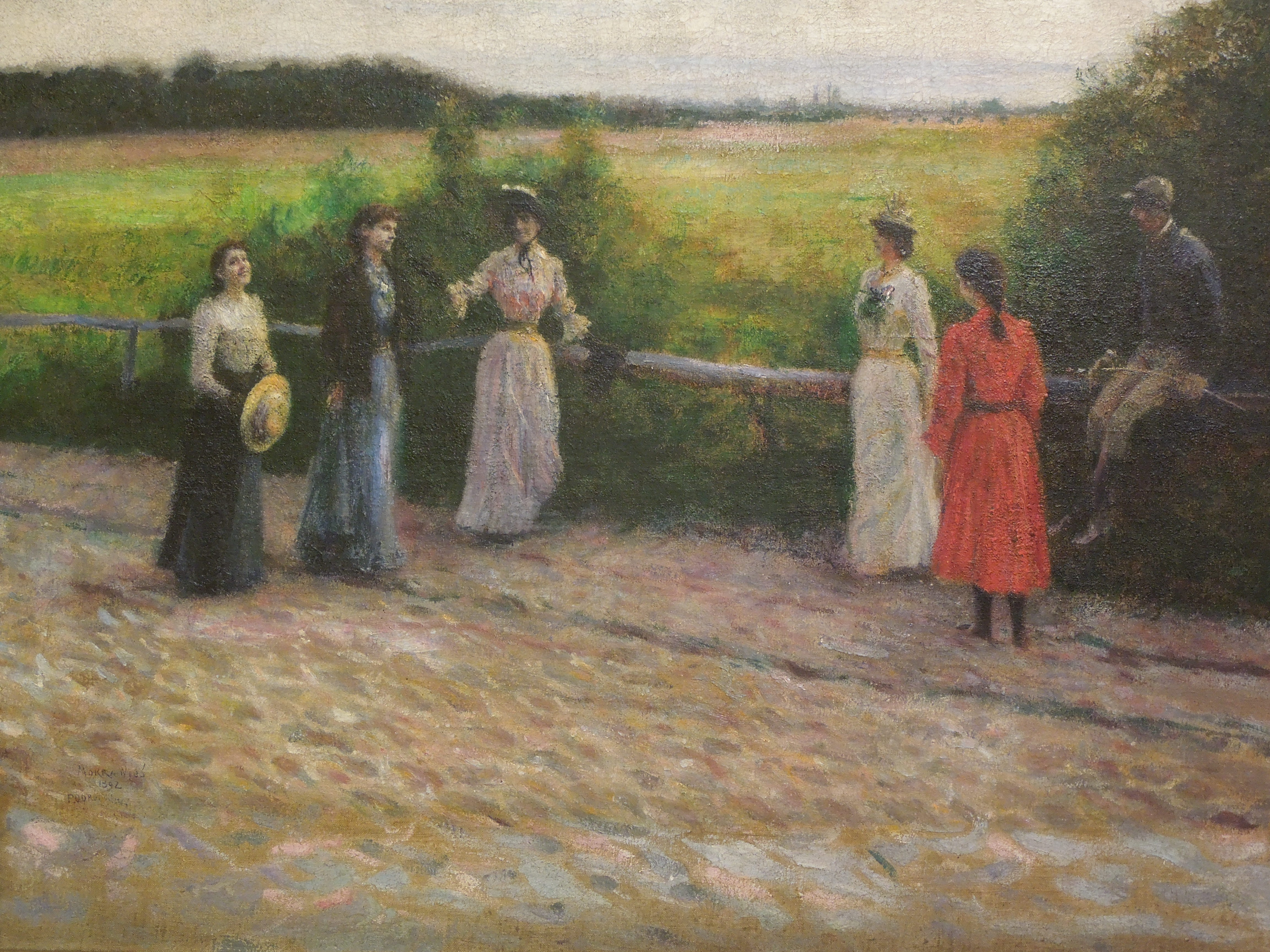
A találkozás (1892) Wrocławi Nemzeti Múzeum

## Jegyzetek

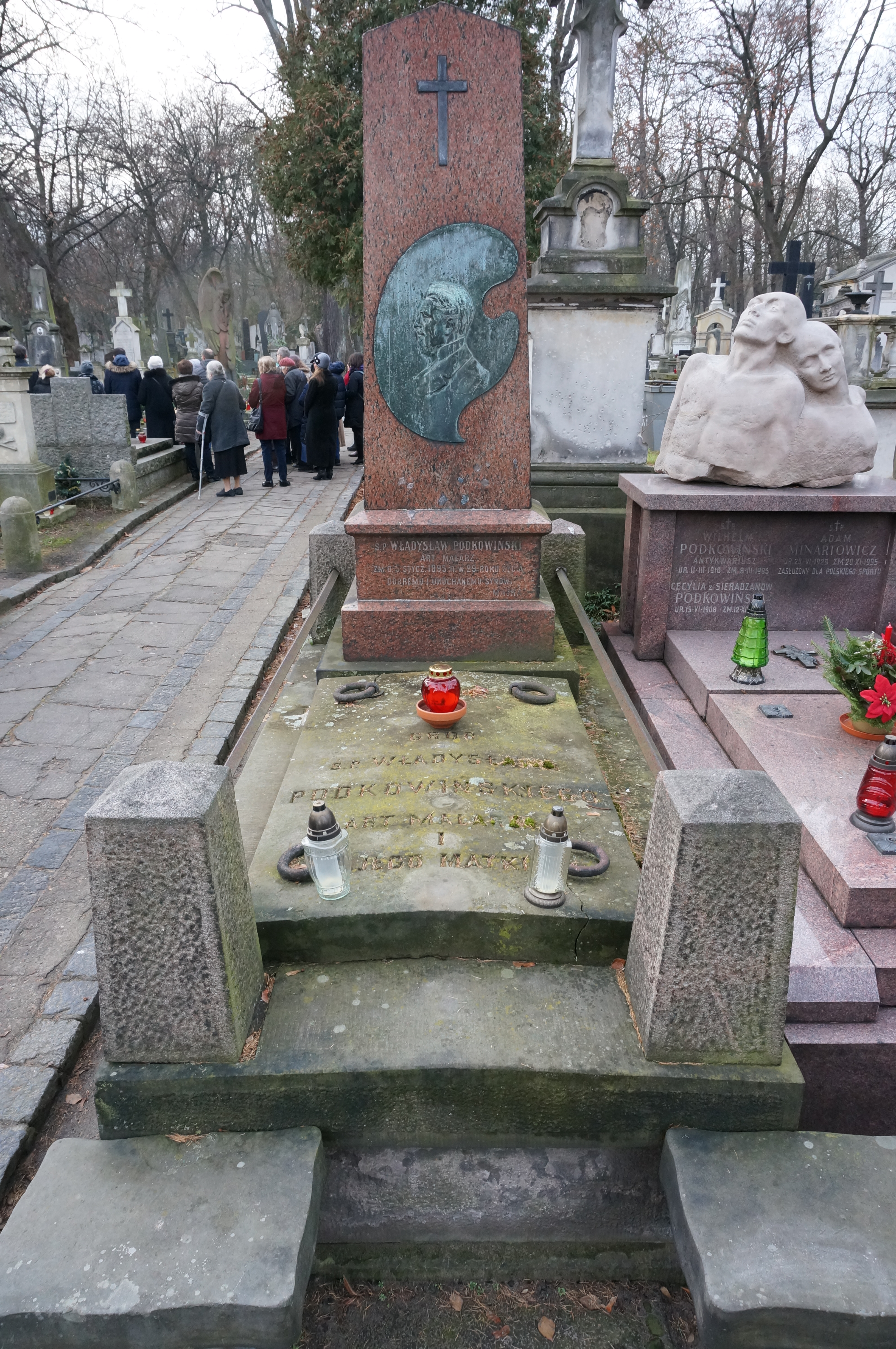
Sírja a Powązki temetőben

## Fordítás
- Ez a szócikk részben vagy egészben  a   Władysław Podkowiński című angol Wikipédia-szócikk ezen változatának fordításán alapul.  Az eredeti cikk szerkesztőit annak laptörténete sorolja fel. Ez a jelzés csupán a megfogalmazás eredetét és a szerzői jogokat jelzi, nem szolgál a cikkben szereplő információk forrásmegjelöléseként.